# Rhomphaea recurvata
Espèce
Synonymes
- Argyrodes recurvatus Saaristo, 1978

Statut de conservation UICN

 EN B1ab(iii)+2ab(iii) : En danger
Rhomphaea recurvata est une espèce d'araignées aranéomorphes de la famille des Theridiidae.

## Distribution
Cette espèce est endémique des Seychelles. Elle se rencontre sur Mahe, Silhouette, Marianne et Denis.

## Publication originale
- Saaristo, 1978 : Spiders (Arachnida, Araneae) from the Seychelle islands, with notes on taxonomy. Annales Zoologici Fennici, vol. 15, p. 99-126.